# Pietro III Candiano
Pietro III Candiano (... – Venezia, 959) è stato un politico italiano, 21º doge del Ducato di Venezia dal 942 fino alla sua morte.

## Biografia

### Prime attestazioni ed elezione
Figlio di Pietro II Candiano, che era stato doge negli anni 930, esordì in politica quando il padre lo inviò in missione a Costantinopoli (il Ducato di Venezia era ancora parte dell'impero Bizantino). Secondo Giovanni Diacono ne tornò «cum maximis donis» e con il titolo di protospatario, notizia quest'ultima messa in dubbio dai documenti coevi che non citano mai tale onorificenza. Alcuni storici affermano che il padre lo avesse associato al suo governo (come avevano già fatto altri predecessori) ma questo evento non è attestato.
Assunse il dogato verso il 942, succedendo a Pietro Partecipazio che era a sua volta figlio del predecessore del padre. Questa alternanza fra le famiglie Partecipazio e Candiano, che perseguivano politiche opposte, potrebbe essere letta come il raggiungimento di un equilibrio tra le parti e non come una fase di scontro.

### Politica estera: i successi commerciali
Come il padre, si occupò della sicurezza dei traffici commerciali veneziani nel mar Adriatico, ma si interessò anche alle vicende dell'entroterra. Inoltre, sotto di lui i rapporti con Costantinopoli subirono un'interruzione, infatti non si ha notizia delle tradizionali missioni che il doge organizzava, probabilmente in occasione dell'elezione, per rinsaldare i rapporti veneto-bizantini. Non è facile dare una spiegazione a ciò (volontà d'indipendenza o maggior interesse per l'Occidente?), certamente non dovette agevolare i rapporti con l'Impero d'Oriente.
Primo provvedimento di rilievo fu il rafforzamento dei confini settentrionali del Ducato, in modo da garantire ai mercanti veneziani gli sbocchi commerciali verso l'entroterra. Durante il dogato di suo padre i traffici avevano particolarmente sofferto in Istria per l'aggressione del marchese del Friuli Wintero; ora analoghe problematiche si ripresentavano verso il Friuli a causa del patriarca di Aquileia Lupo II.
Alle annose dispute di carattere ecclesiastico tra la sede aquileiense e quella gradense, si aggiungevano gli interessi commerciali, con Grado, piazzaforte mercantile veneziana, che utilizzava come via per i traffici il Natissa, corso d'acqua controllato dal patriarca. Altro motivo di scontro era il Pactum Lotharii, accordo di epoca carolingia che garantiva ai Gradesi lo sfruttamento dei boschi friulani.
Le tensioni si aggravarono quando alcuni sostenitori del prelato entrarono armati a Grado. Solo la mediazione del patriarca di Grado Marino impedì lo scontro aperto riportando la pace. Il 13 marzo 944 Lupo, con il suo clero e il suo popolo, firmava una promissionis carta con cui si impegnava a mantenere gli accordi presi in precedenza con il Ducato, a non compiere più aggressioni ed a denunciare gli attacchi tramati da altri.
Il successo conseguito con Aquileia permise al Candiano di rivolgersi ai problemi nell'Adriatico, dove i pirati narentani, favoriti dalla crisi del Regno di Croazia, avevano ripreso a disturbare i traffici commerciali. Intorno al 948 furono condotte due grandi operazioni navali con lo scopo, più che altro, di intimidire gli avversari e di riportarli all'ordine. Anche questa iniziativa diede risultati positivi.
Gli studiosi dubitano, invece, che nel 951 circa il Candiano avesse ottenuto da Berengario II il rinnovo del vecchio Pactum con l'Impero d'Occidente.

### Politica interna: l'affermazione familiare
Per quanto riguarda il piano interno, il Candiano rinnovò la consuetudine, in uso sino alla fine del IX secolo, di associarsi al governo il figlio Pietro IV. Questo avvenimento avvenne prima del marzo 958, come attesta un documento di quel periodo, e non provocò particolari scosse all'interno della vita pubblica: pare infatti che il doge, servendosi della sua abilità politica, fosse riuscito a farsi "suggerire" dal popolo la nomina.
Sempre nell'ambito di tale politica di rafforzamento familiare si inquadrano la nomina dell'altro figlio, Domenico, a vescovo di Torcello e il potenziamento dei suoi legami con la terraferma. Sappiamo, infatti, che nel marzo del 944 acquistò da Anna, vedova di Guido di Bertaldo conte di Reggio Emilia, alcuni beni localizzati a Conche e a Fogolana; si trattava di due centri del Padovano assai vicini al confine veneziano (e in particolare a Chioggia), nonché prossimi alle vie fluviali rappresentate dal Brenta e dall'Adige. Va segnalata, in aggiunta, la moglie del doge Richilde; di lei non si sa nulla, ma il nome la farebbe originaria Regno d'Italia.

### La ribellione del figlio e la morte
L'ultima fase del dogato fu segnata dalla ribellione di Pietro IV nel tentativo di rovesciare il padre. Grazie all'appoggio di cui godeva fra il popolo, il doge uscì indenne dal colpo di mano; anzi, perdonò il figlio impedendone l'esecuzione, tuttavia non poté far nulla di fronte alla condanna all'esilio, pronunciata pressoché all'unanimità dalle più importanti personalità laiche ed ecclesiastiche.
Non è facile capire le ragioni di questo episodio. Probabilmente Pietro IV fu mosso non solo dalle ambizioni personali o dalla rivalità nei confronti del padre, ma anche da motivazioni più profonde. Forse gli interessi fondiari e commerciali nel Regnum erano degenerati divenendo anche politici, e questo spiegherebbe perché, negli anni dell'esilio, il rampollo aiutò Berengario II a difendere i suoi domini contro Tibaldo II di Camerino e Spoleto. Viceversa, il doge manteneva sì dei legami con la terraferma, ma con un atteggiamento più prudente, conscio un'alleanza con il Regno d'Italia, in forte crisi, avrebbe provocato la reazione di potenze ben più agguerrite come Bisanzio e il Regno di Germania
Il Candiano morì tra l'estate e l'autunno del 959, due mesi e mezzo dopo la congiura. Oltre ai già citati Pietro IV e Domenico ebbe altri due figli, Stefano e Vitale detto Ugo. Secondo Andrea Dandolo ne ebbe anche un quinto, Vitale, che fu doge tra il 978 e il 979 dopo Pietro I Orseolo (Roberto Cessi ha tuttavia messo in forte dubbio questa parentela).